# Yeardley Smith
  Yeardley Smith    (París, 3 de juliol de 1964) és una actriu estatunidenco - francesa. És sobretor coneguda per ser la veu de Lisa Simpson a la sèrie d'animació Els Simpson (i amb les pel·lícules i videojocs derivats de la sèrie).

## Biografia
Yeardley Smith va néixer a París filla d'un parell d'expatriats nord-americans a França; el seu pare treballava per a la branca francesa de United Press International. Dos anys després de néixer, la seva família va tornar als Estats Units i es va traslladar a Washington, DC. Després es van divorciar.

### Els Simpson
El 1989, Smith va aparèixer al repartiment de la sèrie Els Simpson. Inicialment va sol·licitar el paper de Bart (finalment assignat a Nancy Cartwright), però Bonita Pietila, la directora de càsting, va trobar la seva veu massa aguda. Smith dirà més tard: "Sempre he parlat molt com una noia. Vaig recitar dues línies del paper de Bart i em van dir «gràcies per venir!» Smith finalment va aconseguir el paper de Lisa, tot i que gairebé el va rebutjar. Per poder interpretar el personatge de la Lisa, Smith fa que la veu sigui una mica més alta encara. Lisa és l'únic personatge recurrent interpretat per Smith, tot i que en alguns dels primers episodis se li va atribuir el balbuceig de Maggie i algunes veus ocasionals. Smith ha interpretat en molt poques ocasions papers diferents del de Lisa, sovint derivats d'aquest personatge, com Lisa Bella a Shut up and dance! (temporada 11, 2000) i Lisa Junior a Missionary Impossible (temporada 11, 2000).
Malgrat la fama de Lisa, Smith poques vegades és reconeguda en públic. Smith va rebre un premi Primetime Emmy el 1992, però va dir que sentia que no s'ho mereixia i va dir "és una part de mi que sent que això no és un veritable Emmy", perquè aquest Emmy per la seva actuació en veu en off va ser de fet un premi Emmy per a les arts creatives; no va ser atorgat durant l'emissió televisiva i no va ser atorgat pels votants habituals dels Emmy. Smith, però, va dir "si m'he d'associar amb un personatge de ficció, estaria molt feliç si fos la Lisa Simpson".
Fins al 1998, Smith cobrava 30.000 dòlars per episodi. Durant una disputa salarial el 1998, la cadena Fox va amenaçar de substituir els sis actors principals per altres de nous, fins i tot arribant a preparar un càsting per a les noves veus. Tanmateix, el problema es va resoldre i Smith va rebre 125.000 dòlars per episodi fins al 2004, després del qual els actors van demanar que se'ls pagués 360.000 dòlars per episodi. A més, Smith és l'únic membre del repartiment que ha posat la seva veu només a un personatge (el de Lisa Simpson).

### Carrera d'actriu
Entre 1991 i 1994, juntament amb Els Simpson, Smith va ocupar un paper a la comèdia de situació Herman com a Louise. Els seus altres papers televisius inclouen aparicions recurrents com a Marelene a Dharma i Greg, i Penny en dos episodis de Dead Like Me. Smith també va aparèixer a Future Phil i Teen Angel. El 1997, va aparèixer com a Lulu la lectora de mans a la pel·lícula independent Just Write. Brooks, que també és productor executiu d'Els Simpson, havia seleccionat Smith a la seva pel·lícula I'll Do Anything (en un dels números musicals de la pel·lícula), però la seva participació es va reduir. Fora dels Simpson, Smith va gravar la veu dels anuncis i va participar en el doblatge de la pel·lícula Els quatre dinosaures i el circ màgic.

## Filmografia
- 1984: Brothers (sèrie de televisió): Louella
- 1984: Mom's On Strike (TV): Jenny
- 1985: Curs del '65 (Heaven Help Us): Cathleen
- 1985: The Recovery Room (TV): Jill
- 1985: La llegenda de Billie Jean: Putter
- 1986: Maximum Overdrive: Connie
- 1987: Three O'Clock High: Una animadora
- 1987: The Tracey Ullman Show (sèrie de televisió): Lisa Simpson (1987-1989) (veu)
- 1988 - present: Els Simpson (TV): Lisa Simpson (veu)
- 1989: Listen to Me de Douglas Day Stewart: Cootz
- 1989: Zwei Frauen de Carl Schenkel: Karen
- 1989: Ginger Ale Afternoon: Bonnie Cleator
- 1989: Els Simpson: Teràpia familiar (TV): Lisa Simpson (veu)

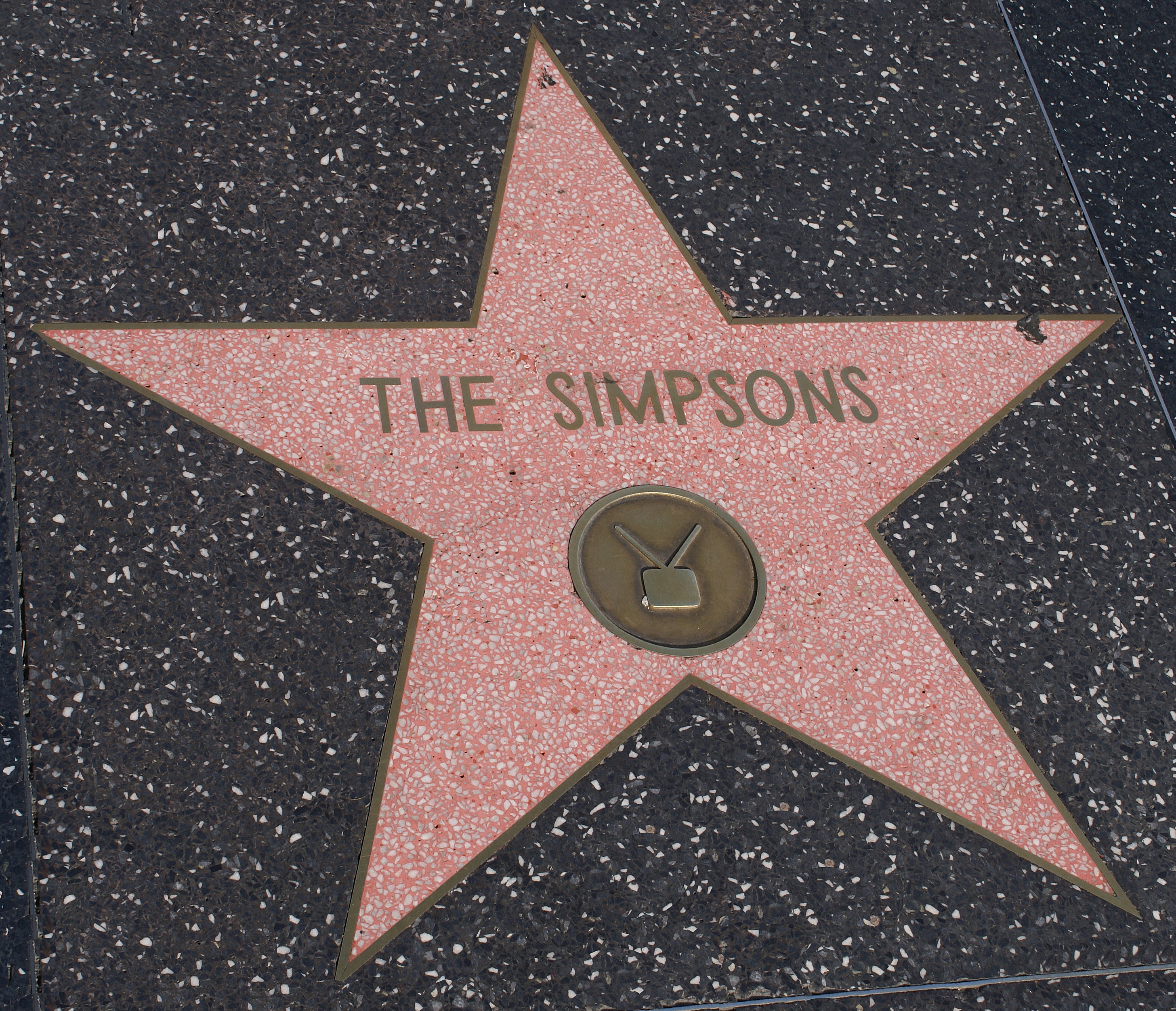
L'any 2000, la Lisa i la resta de la família Simpson van rebre una estrella al Passeig de la Fama de Hollywood.

- 1989: Simpsons Roasting on an Open Fire (TV): Lisa Simpson (veu)
- 1991: Comic Relief IV (TV): Lisa Simpson (veu)
- 1991: Cowboys de ciutat: Nancy
- 1991: Herman's Head (sèrie de televisió): Louise Fitzer (1991-1994)
- 1992: Toys: Investigadora Miss Drum
- 1993: We're Back! A Dinosaur's Story: Cecilia (veu)
- 1996: Jingle All the Way de Brian Levant: La dona que coqueteja amb Howie
- 1997: Just Write: Lulu
- 1997: Toothless (TV): porter
- 1997: Millor, impossible (As Good as It Gets): Jackie Simpson
- 2002: Back by Midnight : Verònica
- 2003: Dead Like Me
- 2010: The Big Bang Theory: Sandy[4]
- 2011: The Chaperone
- 2011: New Year's Eve: Maud

## Premis i Nominacions
Yeardley Smith va guanyar diversos premis per la seva interpretació de veu com a Lisa Simpson, inclòs un premi Primetime Emmy per la seva destacada interpretació de veu en off el 1992 a l'episodi The Hell of a Game.

### Premis
- Premi Primetime Emmy 1992: Excel·lent interpretació de veu en off pel seu paper de Lisa Simpson a l'episodi de Lisa Goes to Washington dels Simpson.